# Phyllocnistis canariensis
Phyllocnistis canariensis là một loài bướm đêm thuộc họ Gracillariidae. Nó được tìm thấy ở quần đảo Canaria và Madeira.
Ấu trùng ăn Salix canariensis. Chúng ăn lá nơi chúng làm tổ. The mine consists of a very long gallery in the epidermis of a branch, eventually ascending along the petiole và ending in an upper-surface pupal chamber between the midrib và the leaf margin.